# Slag bij Magnesia
De Slag bij Magnesia werd in 190 v.Chr. uit gevochten nabij Magnesia ad Sipylum, tussen de Romeinen, onder leiding van de consul Lucius Cornelius Scipio Asiaticus en zijn broer, de befaamde Publius Cornelius Scipio Africanus maior, met hun bondgenoot Eumenes II van Pergamum tegen het leger van Antiochus III de Grote van Syrië, die resulteerde in een Romeinse overwinning.

## Achtergrond
Antiochus was na de nederlaag van zijn expeditieleger bij Thermopylae verdreven uit Griekenland. De Romeinse vloot met de Rhodiërs en andere bondgenoten versloegen ondertussen ook de Seleucidische vloot, waardoor het Romeinse leger nu de Hellespont kon oversteken. Het Romeinse leger stond onder bevel van consul Lucius Cornelius Scipio Asiaticus, de jongere broer van Scipio Africanus, die hem bijstond als Legatus. 

## De legers

### Seleuciden
Voor de slag had Antiochus een kamp opgezet dat de weg naar zowel Sardis als naar de vlootbasis bij Efeze controleerde. Volgens zowel Livius als Appianus plaatste hij zijn 16.000 man sterke falanx die bewapend was op de Macedonische manier in het centrum, opgedeeld in taxeis van 1.600 man. Deze taxeis waren elk 50 man breed en 32 man diep. Hij beval dat er wat ruimte gelaten moest worden tussen de taxeis. In elke interval plaatste hij 2 krijgsolifanten. Op de rechterflank, naast de falanx, plaatste hij 1.500 man Gallo-Griekse infanterie,, 3.000 Galatische, bepantserde cavalerie en 1.000 agema-cavalerie, zijn koninklijke lijfwacht. Hij hield achter zich 16 olifanten in reserve. Naast de agema plaatste hij een cavaleriekorps dat Livius argyraspides noemde, 200 of 1.200 ruiterboogschutters van de Dahae, 3.000 man Kretenzische en Tralleïsche lichte infanterie, 2.500 Mysische boogschutters, Cyrtische slingeraars en Elymaeïsche boogschutters. Op de linkerflank plaatste Antiochus nog 1.500 man Gallo-Griekse infanterie, volgens Appianus mannen van de stammen van de Tectosagi, de Trocmi en de Tolistoboii, 2.000 Cappadociërs die op dezelfde manier bewapend waren en een gemengde groep van 2.700 man. Naast hen plaatste hij 1.000 man zware cavalerie, de hetairoi, 3.000 katafrakten en waarschijnlijk nog 1.000 man van de agema. Voor hen plaatste hij de zeiswagens en een eenheid dromedarii (Arabische boogschutters op kamelen). Zijn linkerflank werd vervolledigd met een korps Tarentijnen, 2.500 Gallo-Griekse cavalerie, 1.000 net-gerekruteerde Kretenzers, 1.500 Cariërs en Ciliciërs, en hetzelfde aantal Tralles. Daarna kwamen 4.000 peltasten, Pisidiërs, Pamphyliërs en Lydiërs, naast de Cyrtische en Elymaeïsche troepen die met even veel waren als die op de rechterflank. Uiteindelijk waren een kleine afstand daarvandaan nog zestien olifanten. Antiochus voerde zelf het bevel over de cavalerie op de rechterflank; zijn zoon Seleucus en zijn neef Antipater leidden de linkerflank. Philippus leidde de falanx en Mendis en Zeuxis de tirailleurs.

### Romeinen
De Romeinen stelden zich op in hun gebruikelijke triplex acies-formatie (driedubbele linie) met hun rechterflank tegen de rivier. De Romeinse legioenen bezetten het centrum en de Socii de vleugels. In totaal waren er 20.000 Romeinen en Bondgenoten. Achter hen hield Scipio zijn 16 olifanten in reserve, omdat hij wist dat de Noord-Afrikaanse bosolifant (nu uitgestorven) niet op kon tegen de grotere Indische/Syrische olifanten. Op de rechterflank plaatste Scipio het Pergameense leger onder Eumenes met daarvoor de Achaeïsche peltasten. In totaal waren ze met 3.000. Naast hen plaatste hij zijn cavalerie, bijna 3.000 man sterk. 800 man van de cavalerie kwam uit Pergamon, de rest van de Romeinen zelf. Volgens Livius plaatste Scipio naast hen Trallische en Kretenzische ruiters, waarvan elke eenheid 500 soldaten telde. Het is echter waarschijnlijker dat dit lichtbewapende troepen waren die ook vermeld werden door Appianus en gemengd zouden geweest zijn tussen de cavalerie. Livius vermeldt ook 2.000 Macedonische en Thracische vrijwilligers, die achtergelaten werden om het Romeinse kamp te bewaken. Domitius werd met vier cavaleriesquadrons op de rechterflank geplaatst, Scipio leidde het centrum en de linkerflank stond onder leiding van Eumenes.

## Verloop

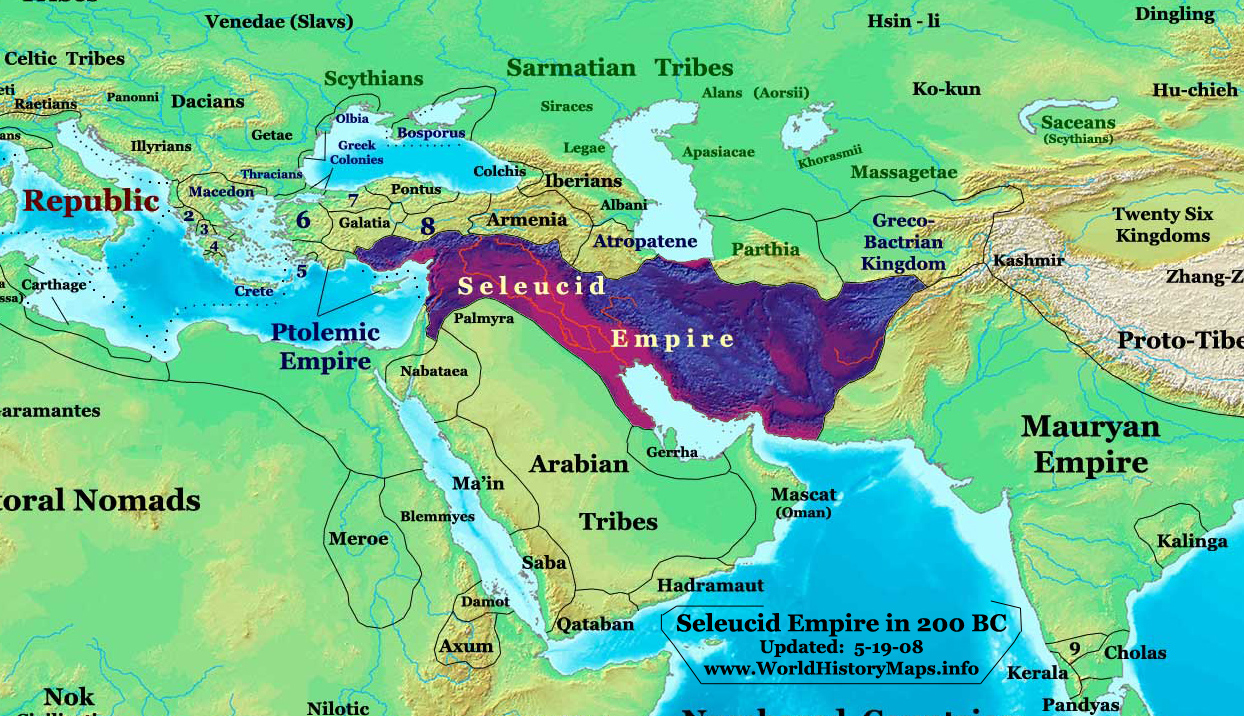
Het Seleucidische Rijk in 200 v.Chr. (voor de expansie in Klein-Azië en Griekenland)

Beide schrijvers komen overeen dat het Romeinse leger ongeveer 30.000 man en de Seleuciden 70.000 man sterk waren. Maar moderne bronnen stellen dat de twee legers even groot kunnen geweest zijn en zeggen dat de Romeinen ongeveer 50.000 man op het slagveld brachten, zoals ook Antiochus deed. Een populaire anekdote rond de opstellingen van de twee legers is dat Antiochus aan Hannibal gevraagd zou hebben of zijn goedbewapende formatie genoeg zou zijn voor de Romeinse Republiek, waarop Hannibal scherp antwoordde: "Zeker genoeg voor de Romeinen, hoewel ze tamelijk hebzuchtig zijn."
Scipio, de Romeinse commandant, wilde met de Seleuciden vechten voordat een nieuwe consul uit Rome aankwam om hem te vervangen en de winter de veldtocht een halt toeriep. Hij had met succes de rivier overgestoken en een kamp opgezet op slechts 4 km van dat van Antiochus. Scipio rukte later nog verder op naar dit kamp met de rivier als bescherming voor zijn linkerflank, waar zijn legioenen liepen. Uitgezonderd de vier squadrons (turmae) stond alle geallieerde cavalerie op de rechterflank toen de slag startte.
De slag begon met een cavaleriecharge van de Seleuciden. Op de Seleucidische rechterflank werd de aanval geleid door de koning zelf, die de vijandige infanterie voor hen op de vlucht dreef, wat leidde tot een achtervolging door de ruiters. Hierna vielen ze – zonder succes – het kamp aan. Op ongeveer hetzelfde moment, op de Seleucidische linkerflank, mislukte de aanval van de zeiswagens. De cavalerie viel aan om het gat dat ontstaan was uit te buiten, maar deze aanval mislukte. Daarna viel de Seleucidische falanx de eerste Romeinse linie aan, terwijl de flanken nog steeds gedekt werden door de Galatiërs. De falanx slaagde erin de hastati terug te drijven door met hun lange speren (sarissai) ervoor te zorgen dat ze met hun korte zwaarden (gladii) hen niet konden bereiken. De hastati trokken zich terug, omdat ze niet in staat bleken te zijn de vijandige formatie te verbreken en ze bijna geen enkele verliezen teweegbrachten in de vijandige linie. De Romeinse bondgenoot Eumenes, die alle cavalerie op de rechterflank leidde, viel nu de Seleucidische linkerflank aan, die al uit verband gebracht was door de zeiswagens, en joeg deze op de vlucht. Hierdoor waren de flanken van de falanx erg kwetsbaar geworden. De falangisten probeerden door een carré te vormen het slagveld te verlaten. Toen besloot Eumenes om al zijn pijlen, slingers en werpsperen af te vuren op de olifanten. Deze tactiek was erg succesvol. De olifanten, die zich in het carré bevonden, begonnen te panikeren en vielen hun eigen soldaten aan, waardoor de formatie het verband verloor. De Romeinse legioenen voerden een charge uit op de Seleuciden, zorgden ervoor dat paniek zich verspreidde tussen de linies, en versloegen hen gemakkelijk toen hun formaties uit elkaar begonnen te vallen. Het grootste deel van de Seleucidische overlevenden gaf zich over.

## Nasleep

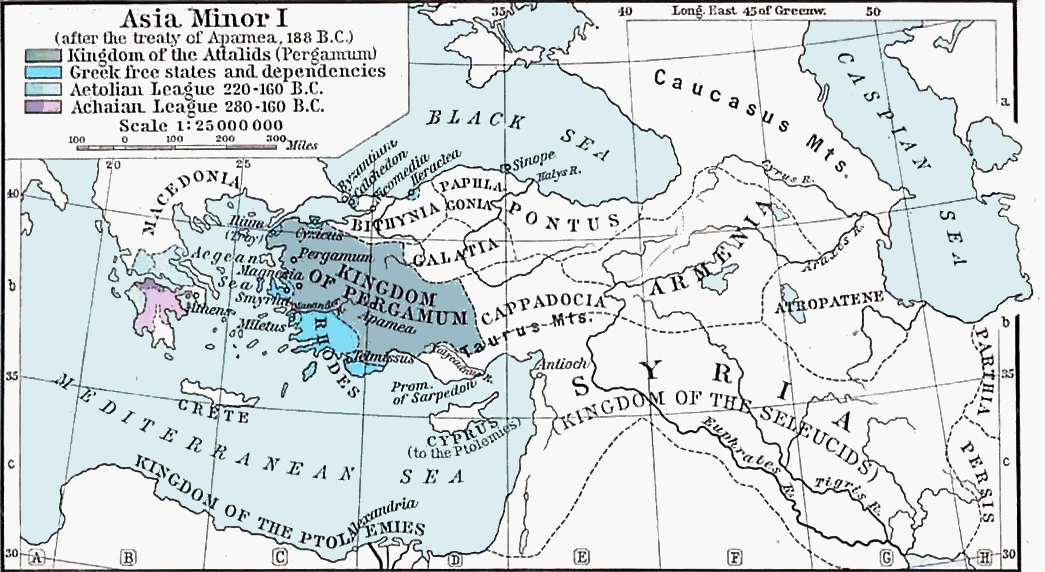
Het Seleucidische Rijk en Pergamon en Rhodos na de nederlaag van Antiochus (188 v.Chr.)

Nadat er een wapenstilstand was gesloten tussen Antiochus en Rome, leidde het Romeinse leger een veldtocht tegen de Galaten die de Seleucidische positie in Klein-Azië ondermijnd hadden. De Romeinen hadden een belangrijk voordeel voor deze veldtocht door hun doel. Alle kleinere machten konden zich nu aansluiten bij Rome omdat het deze keer geen politieke annexatie wilde verkrijgen.
Het verdrag dat volgde op de Slag bij Magnesia was verwoestend voor Antiochus: in het Verdrag van Apamea moest Antiochus een oorlogsvergoeding van 15.000 talenten betalen en een groot gebied in Klein-Azië opgeven. Het Taurusgebergte werd de nieuwe grens. De Seleucidische vloot mocht maar een bepaalde grootte hebben, en het Seleucidische leger mocht geen krijgsolifanten hebben. Het verzwakte het al twistzieke Seleucidische Rijk en stopte alle ambities van Antiochus III, die een nieuwe Alexander had willen worden. Polybius schrijft dat de vergoeding die Antiochus moest betalen hem dwong om tempelschatten te plunderen. Enkele bronnen zeggen zelfs dat Antiochus zelf gedood werd terwijl hij een tempel aan het plunderen was. Dit vervreemde de Seleucidische onderdanen en verzwakte het prestige van de dynastie nog verder, ook al had die al veel te verduren gekregen na de beslissende nederlaag tegen de Romeinen.